# I buoni e i cattivi
I buoni e i cattivi è il 2º album in studio del cantautore italiano Edoardo Bennato, pubblicato nel 1974.

## Il disco
La Ricordi, spinta dalle buone recensioni del disco precedente, Non farti cadere le braccia, che però non aveva venduto molte copie, pubblica nel 1974 il secondo lavoro: si tratta di una sorta di mini-concept album intitolato I buoni e i cattivi, sulla difficoltà di capire che cosa sia veramente il bene e che cosa il male, ma soprattutto sulla necessità che spesso abbiamo, per semplificarci la vita, di dividere artificiosamente il mondo tra buoni e cattivi. Quelli che si dichiarano "i buoni" (Arrivano i buoni) non è detto che lo siano e con questa scusa ottengono ciò che vogliono (spesso il potere), chi diventa presidente della Repubblica può sembrare "buono", ma chissà se poi farà veramente qualcosa (Uno buono, dedicata al compaesano di Bennato Giovanni Leone, diventato nel 1971 presidente), la scuola dovrebbe essere un'istituzione "buona" ma spesso serve solo a rendere i giovani pronti ad accettare qualsiasi autorità (In fila per tre).

Una città che sembra andare in rovina nasconde ancora un po' di umanità (Tira a campare), una giornata nata storta si può concludere molto bene (Che fortuna).

Non manca come sempre in Bennato una buona dose di ironia, che soprattutto con Bravi ragazzi e La bandiera racconta due dei facili approcci al problema: nella prima troviamo l'approccio qualunquista che lascia fare agli altri e che consiglia di aspettare, di fidarsi di quel che dice il potere, di non creare problemi; nella seconda quello estremista che sceglie una bandiera e distingue i buoni e i cattivi in base a quella (chi l'ha uguale e chi diversa), senza più bisogno di pensare. Inoltre, ne La bandiera vi è una critica ai nazionalismi di qualunque genere:

Sventola la tua bandiera!

Senti, un tuffo al cuore

Sventola la tua bandiera!

[...]

Odia tutta la gente

che non sventola la tua bandiera!

Odia, tutta la gente

Che ha la bandiera con i colori diversi dalla tua!»
Il concetto della canzone viene inoltre ribadito nell'interno della copertina dell'album, dove la canzone è stata accompagnata da un'illustrazione medievale di una battaglia tra due fazioni con bandiere differenti.
Nel 2020, in seguito al primo lockdown nazionale italiano a causa della pandemia di COVID-19, Bennato ha eseguito sui social Bravi ragazzi in acustico da casa sua, ribadendo l'attualità della canzone in un contesto drammatico come quello sanitario, ma anche per invitare gli ascoltatori a non mettere a rischio la salute propria e degli altri, rovesciando perciò il significato reale della canzone.
La copertina esplicita i concetti del disco: vi sono infatti due carabinieri (di spalle, lo stesso Bennato e Raffaele Cascone, il conduttore radiofonico protagonista, due anni dopo, della canzone Venderò) ammanettati, allo stesso tempo agenti di ordine (carabinieri) e di disordine (delinquenti).

Nella track-list è stata inserita nuovamente Un giorno credi, già presente nel disco precedente, dal medesimo master; è questo l'unico brano dell'album non scritto interamente da Bennato (il testo è di Patrizio Trampetti).

Il disco è prodotto da Alessandro Colombini; le canzoni sono edite dalle edizioni musicali Wiz Music di Alessandro Colombini, dalle edizioni musicali Pegaso (di proprietà della Dischi Ricordi) e dalle edizioni musicali Modulo Uno di Saverio Rotondi.
L'album è presente nella classifica dei 100 dischi italiani più belli di sempre secondo Rolling Stone Italia alla posizione numero 13.

## Tracce
Testi e musiche di Edoardo Bennato, eccetto dove indicato. Edizioni musicali Pegaso / Wiz Music.
Lato A
1. Ma che bella città – 2:45
2. Un giorno credi – 3:37 (testo: Patrizio Trampetti)
3. La bandiera – 4:00
4. Facciamo un compromesso – 4:35
5. Bravi ragazzi – 3:35
6. Che fortuna – 1:20

Lato B
1. In fila per tre – 3:52
2. Uno buono – 5:57
3. Tira a campare – 3:25
4. Arrivano i buoni – 4:09
5. Salviamo il salvabile – 4:10

## Formazione
- Edoardo Bennato – voce, chitarra a 12 corde, armonica, kazoo, tamburello basco
- Eugenio Bennato – mandolino, mandoloncello
- Tony Esposito – batteria, percussioni
- Bruno Limone – basso
- Andrea Sacchi – chitarra
- Michele Capogrosso – batteria (in Un giorno credi) (non accreditato)
- Fulvio Monieri – basso (in Un giorno credi) (non accreditato)
- Roberto De Simone  –arrangiamenti e direzione orchestrale (in Un giorno credi e In fila per tre)